# Linnaemya victoria
Linnaemya victoria là một loài ruồi trong họ Tachinidae.